# Klaversonate
En klaversonate er en sonate for soloklaver. Klaversonaten indeholder typisk tre-fire satser, men nogle indeholder kun én sats (Scarlatti, Skrjabin), to (Mozart, Haydn), fem (Brahms' tredje klaversonate) eller flere satser. Genren opstod i det 17. århundrede og blev især forfinet af Joseph Haydn. Med Beethovens klaversonater nåede genren et højdepunkt.